# Serbinów, Tarnobrzeg
Serbinów (Serbinoov) - là một quận, một trong những osiedle lớn nhất và khu nhà ở trong Tarnobrzeg, Ba Lan, nằm ở một phần phía Đông của thành phố. Nó có hơn 13.000 công dân sinh sống. Serbinów giáp với các khu nhà ở: Bogdanówka, Dzików, Piastów, Centrum, Mokrzyszów.

## Tên
Tên này không có cơ sở lịch sử và nó đã được chọn vào những năm 1970 thông qua bộ phận hành chính của thành phố và hợp tác xã nhà ở. Họ đặt tên khu vực này dưới ảnh hưởng của loạt serie Đêm và ngày phổ biến và của các hiệp hội với khu vực Serbinów lầy lội.

## Biên giới
Biên giới của quận giáp với các phố: Kazimierza Wielkiego, Kwiatkowskiego, Sienkiewicza, Sikorskiego. Pozridłe ulice Serbinowa: Matejki, Jędrusiów, Garażowa, Dąbrowskiej, Zwierzyniecka, Orzeszkowej, Konstytucji 3 Maja, Kossaka, Prusa.

## Thể thao
Bởi giáo xứ Công giáo năm 1993 ra đời Câu lạc bộ thể thao "Cộng đồng" của Borough. Từ năm 1994 vào ngày 1 tháng 1, một năm mới được tổ chức.

## Văn hóa
Đời sống văn hóa của cư dân chủ yếu tập trung ở giáo xứ Công giáo và trong Câu lạc bộ cư dân "Serbinów". Vào tháng 7 và tháng 8 Buổi biểu diễn đàn organ quốc tế Virtuoso được tổ chức tại "Nhà thờ của Đức mẹ của sự giúp đỡ không ngừng". Trong một tòa nhà của Trường tiểu học thường được tổ chức Đại nhạc hội từ thiện Giáng sinh, có một phòng ban chính cũng có trụ sở tại đây (hiện tại đó là một Sq của Bartosz Głowacki và Nhóm các trường trung học hiện đại của Phố Jachowicz). Trong môi trường xung quanh nhà thờ của giáo xứ (27 tháng 6), tại tòa án cùng trường, ngày lễ hàng năm Familiada được tổ chức. 